# Україна на Дитячому пісенному конкурсі Євробачення 2025
Україна анонсувала участь у Дитячому пісенному конкурсі Євробачення 2025, фінал якого відбудеться 13 грудня 2025 року у Тбілісі, Грузія.

## Нацвідбір

### Правила
16 червня 2025 року український мовник офіційно розпочав прийняття заявок на Нацвідбір для визначення представника країни на конкурсі. Усі охочі могли подати заявку у період з 16 червня до 10 липня включно. Участь у Нацвідборі можуть брати діти віком від 9 до 14 років. До конкурсу допускаються як сольні виконавці, так і гурти чисельністю до шести осіб. Одним із нововведень цьогорічного відбору стало право Суспільного також самостійно формувати гурти із претендентів, що пройшли до фіналу.
Щоб змагатися за право виступити від України на сцені Дитячого Євробачення 2025 у Тбілісі, достатньо було надіслати два відеозаписи живого виконання кавер-версій популярних пісень у різних жанрах, а також коротку відеовізитівку з представленням себе. Для участі у відборі артистам не обов'язково було мати власну пісню, проте за бажання її можна було подати — ця опція була додатковою та не впливала на проходження до наступного етапу. У разі подання авторської пісні її тривалість має становити від 2,5 до 3 хвилин. Композиція не повинна бути оприлюдненою до 1 травня 2025 року, а щонайменше 60 % тексту має бути українською мовою. Якщо учасник з авторської піснею потрапить до фіналу, рішення щодо того, залишати таку пісню чи запропонувати фіналісту іншу, оригінальну композицію для виступу, ухвалюватимуть журі та команда Суспільного.
Згідно з правилами, за підсумками попереднього відбору мав бути сформований лонглист із максимум 15 учасників, яких запросять у літню «зіркову школу». Там діти отримають професійні консультації від експертної ради, до якої увійдуть представники музичної індустрії. Саме на цьому етапі визначать 6 фіналістів, які восени виступлять у телевізійному фіналі змагання.
Відбір пройде під гаслом «Мрій сміливо!». Візуальним символом конкурсу став яскравий вир творчості — кольоровий, багатошаровий, енергійний, що уособлює безстрашність мрій і силу дитячої уяви. Фінал Нацвідбору на Дитяче Євробачення 2025 запланований на жовтень. Як і минулого року, переможця обиратимуть разом глядачі та професійне журі, до складу якого увійдуть троє осіб.

### Команда
Музичною продюсеркою Нацвідбору вдруге поспіль стала Світлана Тарабарова — співачка, композиторка та авторка пісень, яка також відповідатиме за підготовку фіналістів до заключного шоу. Тарабарова і реперка alyona alyona, що представляла Україну на Євробаченні 2024, стануть авторками пісень для учасників.
Креативним продюсером відбору стане Антон Пожидаєв, а Данило Дємєхін виконає роль режисера-постановника та хореографа. Вони разом працюватимуть у «Зірковій школі» та над підготовкою фіналу.

### Процес відбору
16 липня 2025 року Суспільне повідомило, що отримало рекордні 510 заявок на участь у Національному відборі на Дитяче Євробачення 2025 року. Серед них 492 сольні виконавці та 18 гуртів. Порівняно з 2024 роком кількість заявок збільшилася на 201. 82 % надісланих анкет — від дівчат, 18 % — від хлопців. Серед гуртів 61 % становили дівочі колективи. Хоча наявність авторської пісні не була обов'язковою умовою для участі, майже 10 % учасників подали авторську композицію. Окрім цього, бажання взяти участь у Нацвідборі виявили не тільки діти з України, а й із 16 інших країн, зокрема США, Німеччини, Польщі, Великої Британії та Швейцарії.

#### Лонглист
21 липня 2025 року Суспільне оголосило список з 15 учасників, серед яких два дуети й один гурт і решта — сольні виконавці, які ввійшли до лонглисту відбору:
| №  | Виконавці                          | Вік           | Місто                    |
| -- | ---------------------------------- | ------------- | ------------------------ |
| 1  | Владислав Данілевський             | 10 років      | Київ                     |
| 2  | Софія Нерсесян                     | 9 років       | Київ                     |
| 3  | Олівія Ткачик                      | 9 років       | Миколаїв                 |
| 4  | Ангеліна Глогусь                   | 13 років      | Тернопіль                |
| 5  | Лікерія Чирва                      | 9 років       | Київ                     |
| 6  | Артем Манжура                      | 11 років      | Запоріжжя/Львів          |
| 7  | Олександр і Давид Подлящуки        | 12 і 10 років | Рівне                    |
| 8  | Рєгіна Кулиненко                   | 9 років       | Кривий Ріг               |
| 9  | Марія Свіязова                     | 12 років      | Харків                   |
| 10 | Гурт «Мрійники»                    | 13-14 років   | Закарпатська обл.        |
| 11 | Ольга Нестерко                     | 10 років      | Львівщина                |
| 12 | Катерина Ватан                     | 11 років      | Київська обл.            |
| 13 | Кирило Парієнко (KIRO)             | 14 років      | Донецьк/Дніпропетровщина |
| 14 | Всеволод Скрима                    | 13 років      | Запоріжжя                |
| 15 | Злата Іванів і Владислав Васицький | 11 і 12 років | Одеса і Київ             |

Усі учасники лонглиста візьмуть участь у «Зірковій школі» на базі Будинку звукозапису Українського Радіо, де буде проведено прослуховування та навчальні заняття за участі фахівців музичної індустрії для здобуття учасниками нацвідбору нових знань, вокальних навичок, а також удосконалення в галузі хореографії та акторської майстерності.

## Дитяче Євробачення
Дитячий пісенний конкурс Євробачення 2025 відбудеться 13 грудня у Тбілісі, столиці Грузії, що перемогла на конкурсі 2024 року з піснею «To My Mom» у виконанні співака Андрії Путкарадзе.